# Акрополіс (гора)
Гора Акрополіс (англ. The Acropolis) розташована в Національному парку Крейдл-Маунтін—Лейк-Сент-Клер, що міститься на території острова (і однойменного штату) Тасманія, який входить до складу Австралії. Цей парк є частиною території, що називається «Дика природа Тасманії» (англ. Tasmanian Wilderness), об'єкту Світової спадщини ЮНЕСКО.

## Географія

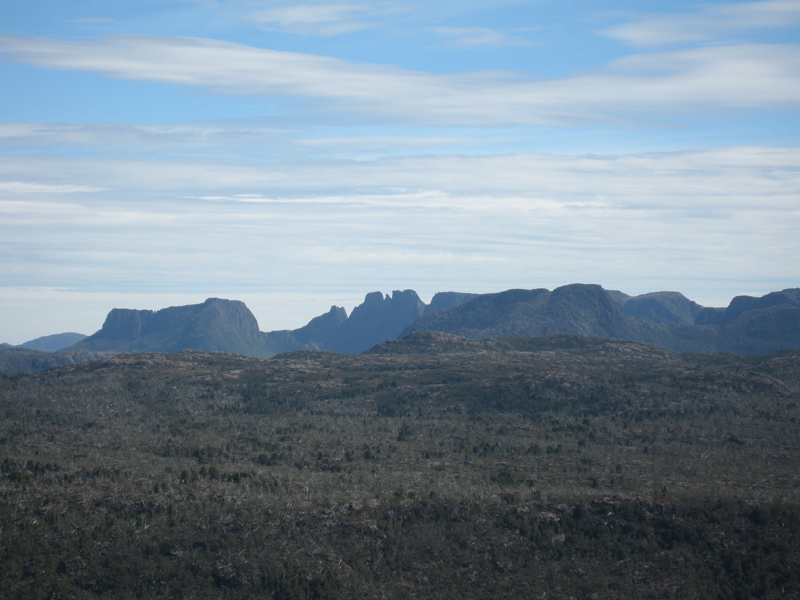
Вид на гори Акрополіс (ліворуч) і Геріон (в центрі) з боку гори Рогуна

Висота гори Акрополіс — 1481 м (за іншими даними, 1480 м) над рівнем моря. Вона розташована на Центральній височині Тасманії у гірській гряді Дьюкейн, поруч з горами Геріон і Массиф, примерно в 10 км північніше озера Сент-Клер.
Приблизно в 6 км на північний захід від гори Акрополіс лежить гора Осса (1617 м) — найвища точка Тасманії. Дещо північніше гори Акрополіс знаходиться виток річки Нарциссус, що впадає в озеро Сент-Клер.

## Туристські маршрути
Вздовж східного боку гори Акрополіс проходить один з найпопулярніших в Австралії піших туристських маршрутів — багатоденний маршрут Overland Track довжиною близько 70 км, південне закінчення якого знаходиться поблизу озера Сент-Клер, а північне — біля гори Крейдл.
По доріжці, що відхиляється від основного маршруту, можна підійти до схилу гори Акрополіс. Існує ряд скелелазних маршрутів по північному і східному схилах гори, але всі вони потребують значної технічної підготовки. Є опубліковані путівники, а також звіти про сходження.

## Сусідні гори
- Катедрал
- Осса
- Барн-Блафф
- Крейдл
- Пеліон-Вест
- Пеліон-Іст
- Геріон
- Рогуна

## Виноски
1. 1 2  LISTmap (The Acropolis). Tasmanian Government Department of Primary Industries and Water. Процитовано 4 вересня 2013.[недоступне посилання з вересня 2019]
2. ↑  All About Cradle Mountain. www.cradlemountainhelicopters.com.au. Архів оригіналу за 30 січня 2013. Процитовано 23 грудня 2012. [Архівовано 2012-12-31 у Wayback Machine.]
3. 1 2  Топографическая карта Тасмании — The Acropolis. topomapper.com. Архів оригіналу за 9 лютого 2015. Процитовано 4 вересня 2013.
4. ↑  Megan Holbeck. Top 10 Australian Walks. Australian Geographic. Архів оригіналу за 12 липня 2012. Процитовано 23 жовтня 2011. [Архівовано 2012-06-14 у Wayback Machine.]
5. ↑  Overland Track. Tasmanian Parks & Wildlife Service. Архів оригіналу за 12 липня 2012. Процитовано 23 жовтня 2011. [Архівовано 2012-01-01 у Wayback Machine.]
6. ↑  The Overland Track, Tasmania. www.australia.com. Архів оригіналу за 18 квітня 2013. Процитовано 13 квітня 2013. [Архівовано 2013-05-04 у Wayback Machine.]
7. ↑  Chris Baxter e.a. (1999). Mt Geryon & the Acropolis, and New Climbs. Wild Publications. Архів оригіналу за 30 січня 2013. Процитовано 23 грудня 2012. [Архівовано 2012-03-22 у Wayback Machine.]
8. ↑  Acropolis. www.rockclimbing.com. Архів оригіналу за 9 лютого 2015. Процитовано 5 вересня 2013. [Архівовано 2015-02-09 у Wayback Machine.]
9. ↑  The 'Ducane traverse'. themountainjournal.wordpress.com. Архів оригіналу за 9 лютого 2015. Процитовано 5 вересня 2013.